# 路竹区

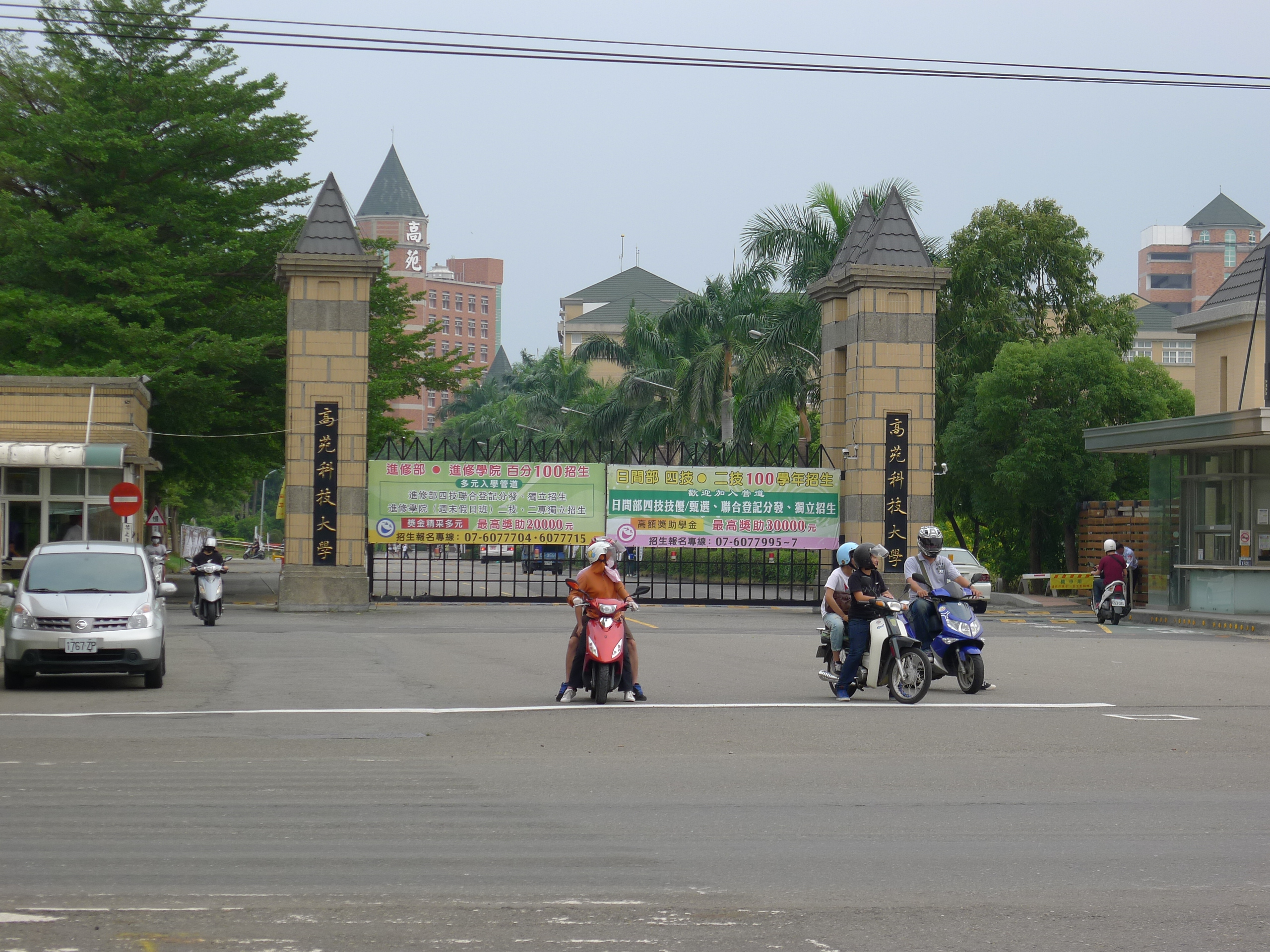
高苑科技大学

路竹区（ルージュー/ろちく-く）は、高雄市の市轄区。

## 地理
路竹区は高雄市北部に位置し、北は台南市仁徳区、帰仁区と、東は阿蓮区と、西は茄萣区、永安区と、西北は湖内区と、南は岡山区とそれぞれ接している。嘉南平原南部に位置するため地勢は平坦である。

## 歴史
路竹は古くは平埔族大傑巓社の居住地であり、旧名は「半路竹」であった。清代の康熙年間にはその地名が確認できる。「半路竹」の由来については2説あり、1つは安平から約20里、鳳山から約26里の位置に位置し「半路」と称され、加えてこの地に竹が群生していたことから「半路竹」と称されるようになったというものである。もう1つは、この地に群生した竹が交通を阻害したため「絆路竹」と称されたものが転訛して「半路竹」と称されたものである。現在は前者の説が一般的である。
日本統治時代の1920年の台湾地方改制の際、「半路竹」を「路竹」と改名し「路竹庄」がこの地に置かれ、高雄州岡山郡の管轄となった。台湾の中華民国への編入後は高雄県路竹郷となり、湖内郷に属していた竹滬村、頂寮村を統合した。2010年に高雄市が高尾県を編入したため路竹区となり、現在に至る。

## 行政区
| 里 |
| --- |
| 三爺里、下坑里、文北里、文南里、北嶺里、甲北里、甲南里、竹西里、竹東里、竹南里、竹園里、竹滬里、社中里、社西里、社東里、社南里、後郷里、頂寮里、新達里、鴨寮里 |

## 歴代区長
| 代 | 氏名 | 退任日 |
| -- | ---- | ------ |

## 教育

### 大学
- 高苑科技大学

### 技術学院
- 樹人医護管理専科学校

### 高級中学
- 高雄市立路竹高級中学

### 国民中学
- 高雄市立一甲国民中学

### 国民小学
| - 高雄市立路竹国民小学 - 高雄市立一甲国民小学 - 高雄市立大社国民小学 - 高雄市立下坑国民小学 | - 高雄市立嶺国国民小学 - 高雄市立竹滬国民小学 - 高雄市立蔡文国民小学 |

## 交通

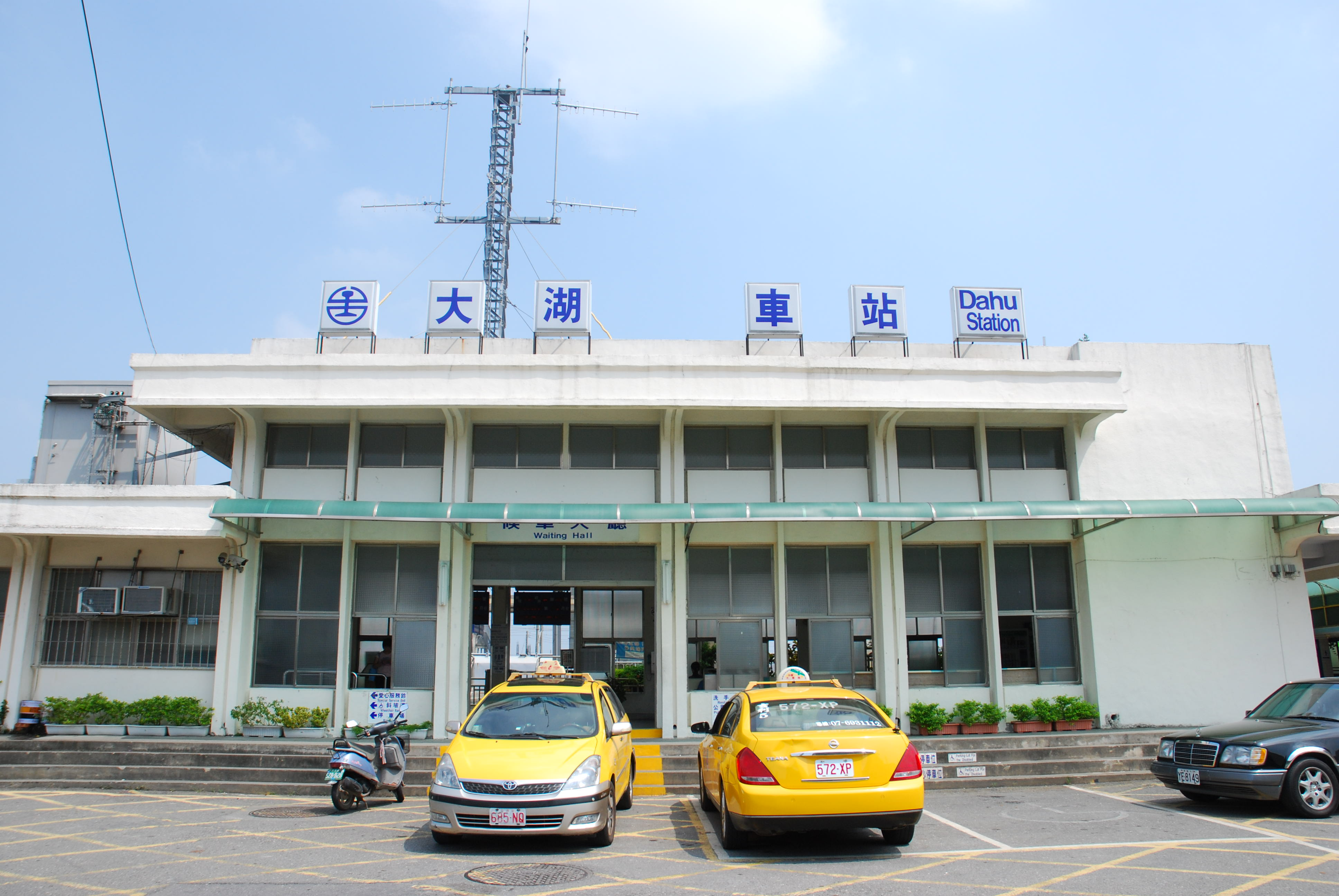
大湖駅

| 種別           | 路線名称             | その他         |
| -------------- | -------------------- | -------------- |
| 台湾鉄路管理局 | 縦貫線               | 路竹駅・大湖駅 |
| 国道           | 国道1号 中山高速道路 | 路竹IC・高科IC |
| 省道           | 台1線                |                |
| 省道           | 台17線               |                |
| 省道           | 台28線               | 旗六公路       |

## 観光
- 宗紀洋行
- 蘇左協坡